# Neuilly-sur-Seine
Neuilly-sur-Seine é uma comuna francesa do departamento de Altos do Sena, localizado na região da Ilha de França. Os naturais dessa cidade são conhecidos por neuilléens.
No antigo cemitério de Neuilly estão sepultados os corpos do pintor russo Wassily Kandinsky e do engenheiro e inventor francês (nascido na Espanha e naturalizado brasileiro) Dimitri Sensaud de Lavaud, que, em 1910, realizou o primeiro voo de aeroplano no Brasil.

## Toponímia
A vila fundada pelos monges da abadia de Saint-Denis no século XII, é chamada como "Lulliacum" ou "Lugniacum" em latim e "Nully" ou "Lugny" em francês em 1316.

## História

### As origens
O centro principal de Neuilly é originalmente a vila de Villiers-la-Garenne. É feita menção à aldeia de Villare do século IX. A paróquia de Villiers é provavelmente um desmembramento da de Clichy, é uma garenne ou viveiro de coelhos dependente da Abadia de Saint Denis.
Na época dos romanos, o atual centro de Neuilly era apenas um vau. Habitado por alguns pescadores, o vau mais tarde se tornaria um porto: Lulliacum, Portum de Lulliaco (1222), Lugniacum (1224). Que etimologicamente significa lugar pertencente a Lullius ou Lugnius. Este porto é uma aldeia de Villiers-la-Garenne. O nome será então transformado em porto de Luny, porto de Nully (1346) e depois Neuilly. A importância estratégica da ponte instalada neste lugar sobre o Sena é tal que o lugar se chama Pont-Neuilly, e que está crescendo em importância, eclipsando o antigo burgo de Villiers-la-Garenne.

### O bairro da ponte

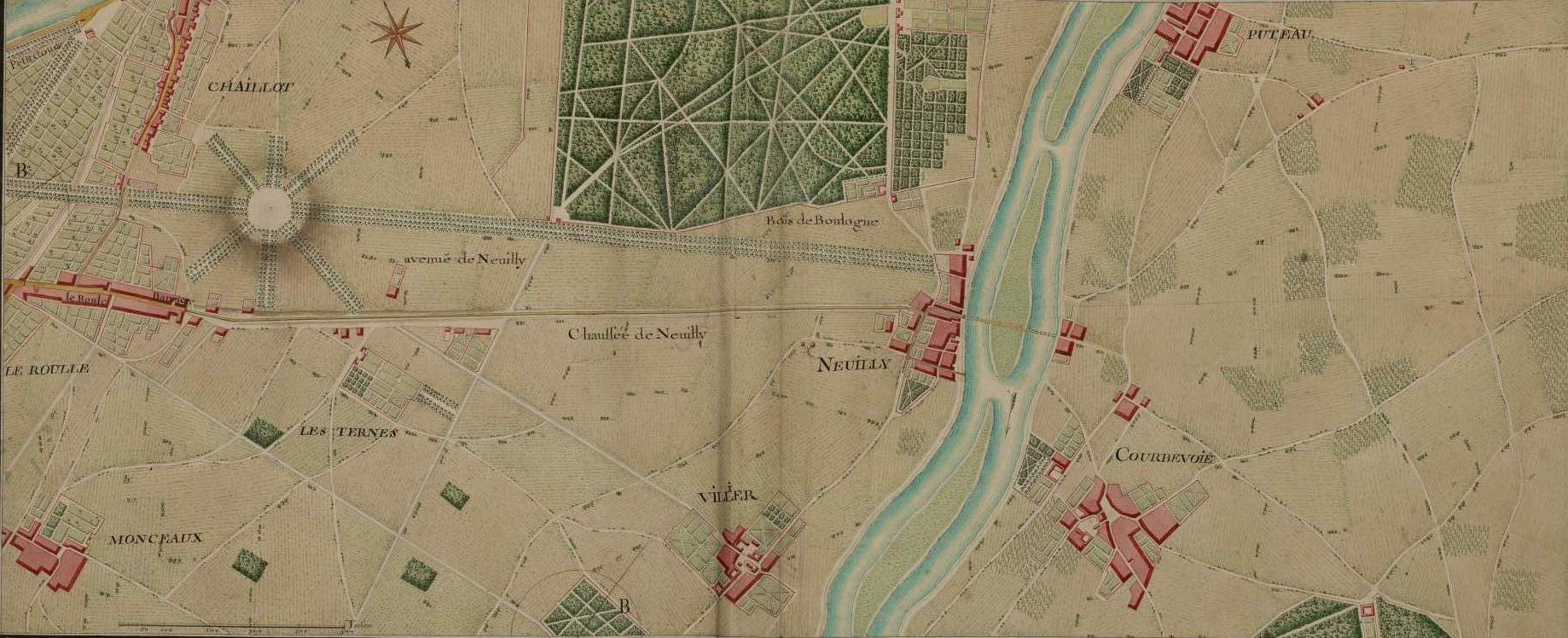
Mapa de Neuilly e de seus arredores retirado do Atlas de Trudaine, final do século XVIII (Arquivos Nacionais).

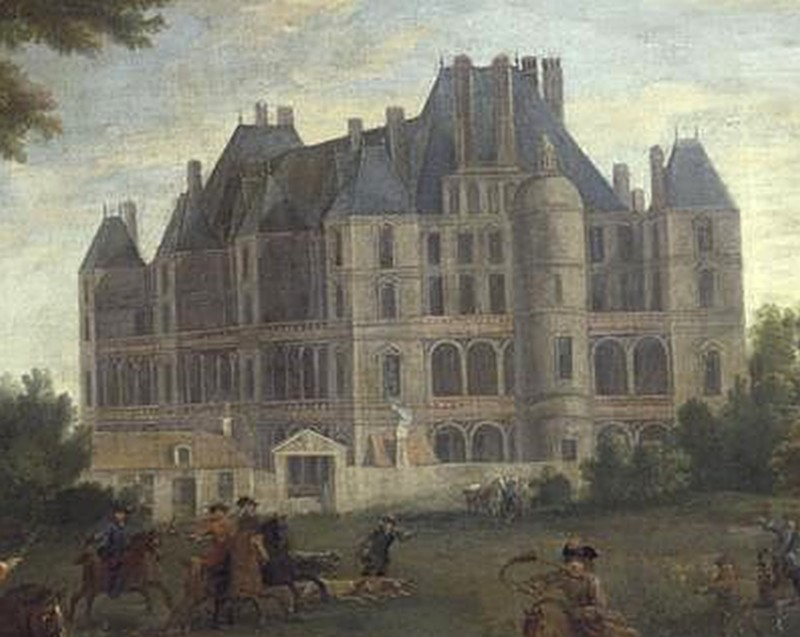
O Château de Madrid.

O nome “Portum Lulliaco” aparece pela primeira vez em uma carta da Abadia de Saint-Denis.
Em 1140, os monges estabeleceram uma balsa que permitia a passagem do Rio Sena, provavelmente um pouco ao norte da atual avenida Charles-de-Gaulle. Uma vila se forma ao redor de sua antiga fazenda chamada Nully em 1316. Nully se torna um lugar de passagem entre Paris e Normandia. Uma ponte de madeira foi construída após a queda da balsa do transporte de Henrique IV e Maria de Médicis em junho de 1606.
Em 1772, sob Luís XV, uma ponte de pedra de 219 metros de comprimento foi construída por Jean-Rodolphe Perronet (uma estátua desta última fica ao pé da ponte, na ponta leste da Ilha de Puteaux). Desta vez, a ponte está localizada no Eixo histórico e não mais na extensão da atual Rue du Pont.
Em 1942, uma ponte metálica construída por Louis-Alexandre Lévy a substituiu, a atual Pont de Neuilly. Em 1992, a ponte foi alargada para permitir a passagem na superfície da ponte da extensão da linha 1 do metrô para La Défense.

### O bairro de Bagatelle-St James-Madrid

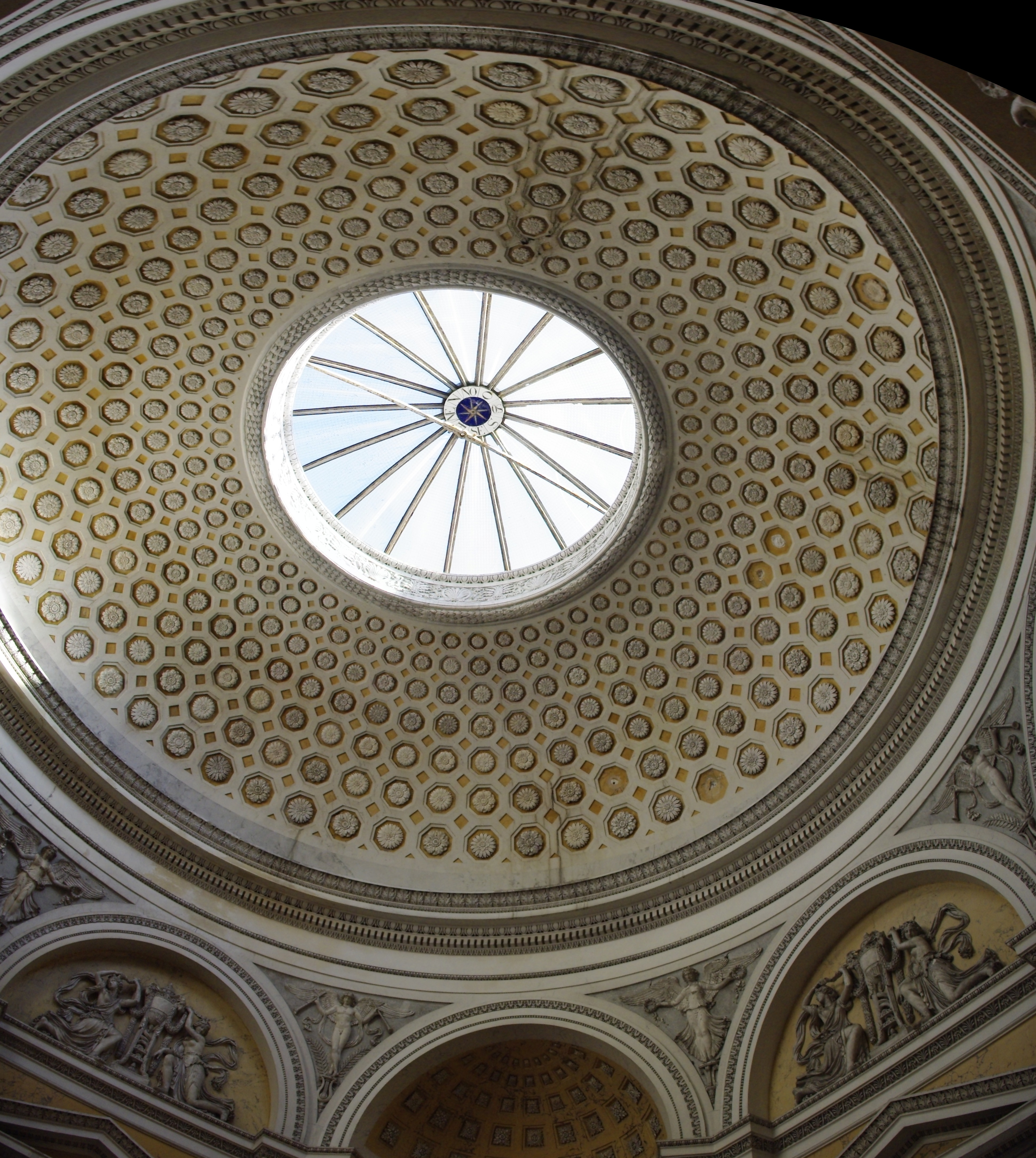
O gabinete de curiosidades do Parc de la Folie Saint-James, rue du Général Henrion-Bertier.

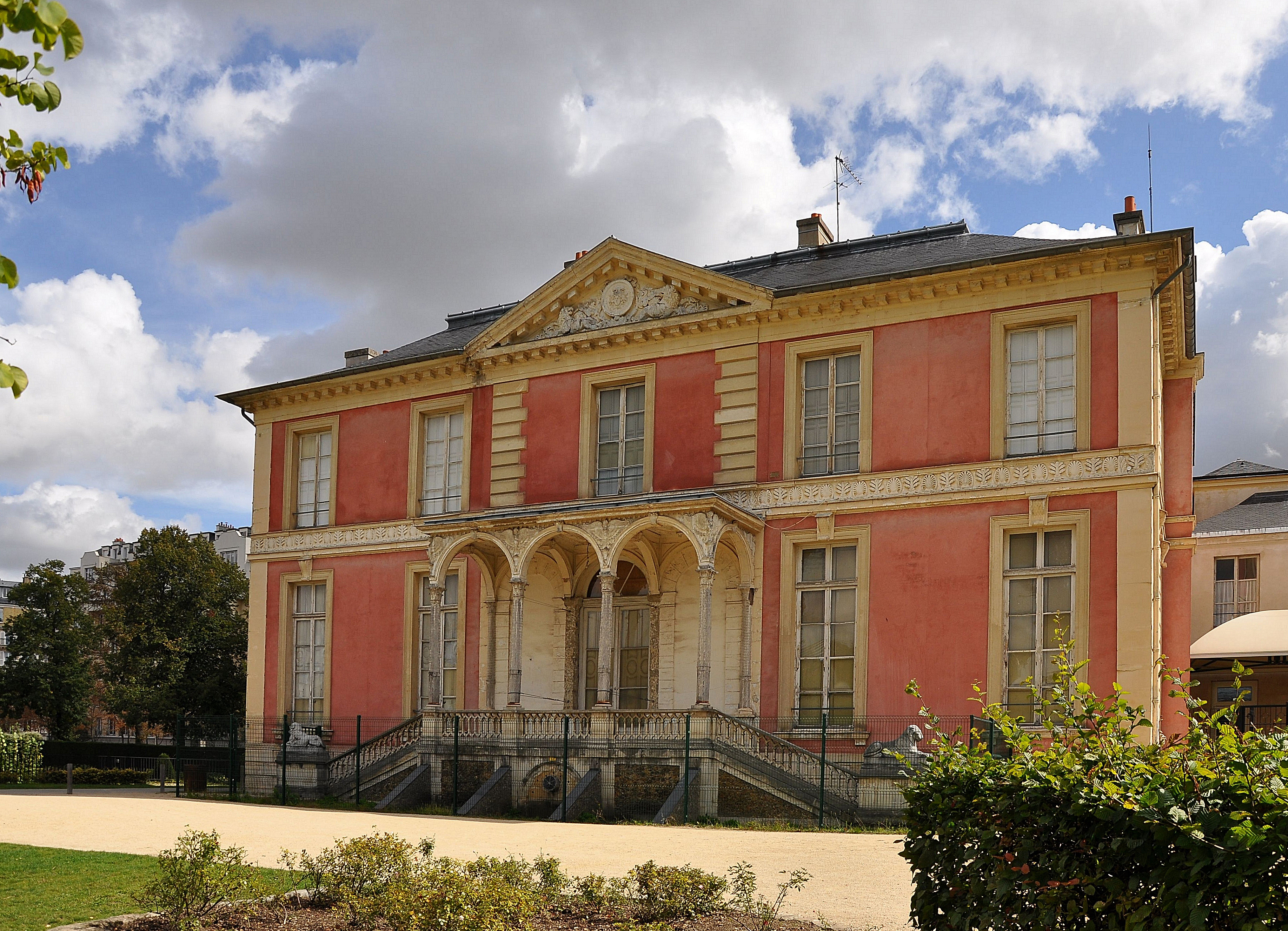
A Folie Saint-James no Parc Saint-James.

Francisco I, em seu retorno da Espanha, em 1529, mandou construir o Château de Boulogne, na orla da Floresta de Rouvray (o qual o Bois de Boulogne é a parte que resta até hoje) que, sob Louis XIII, tomou o nome de Château de Madrid.
Foi demolido em 1793, durante a Revolução. Estava localizado por volta do 31, Boulevard du Commandant-Charcot. Nenhum vestígio permaneceu. Apenas algumas faixas de tráfego mantêm o nome, como o beco, a Villa ou a Avenue de Madrid.

### Plaine des Sablons

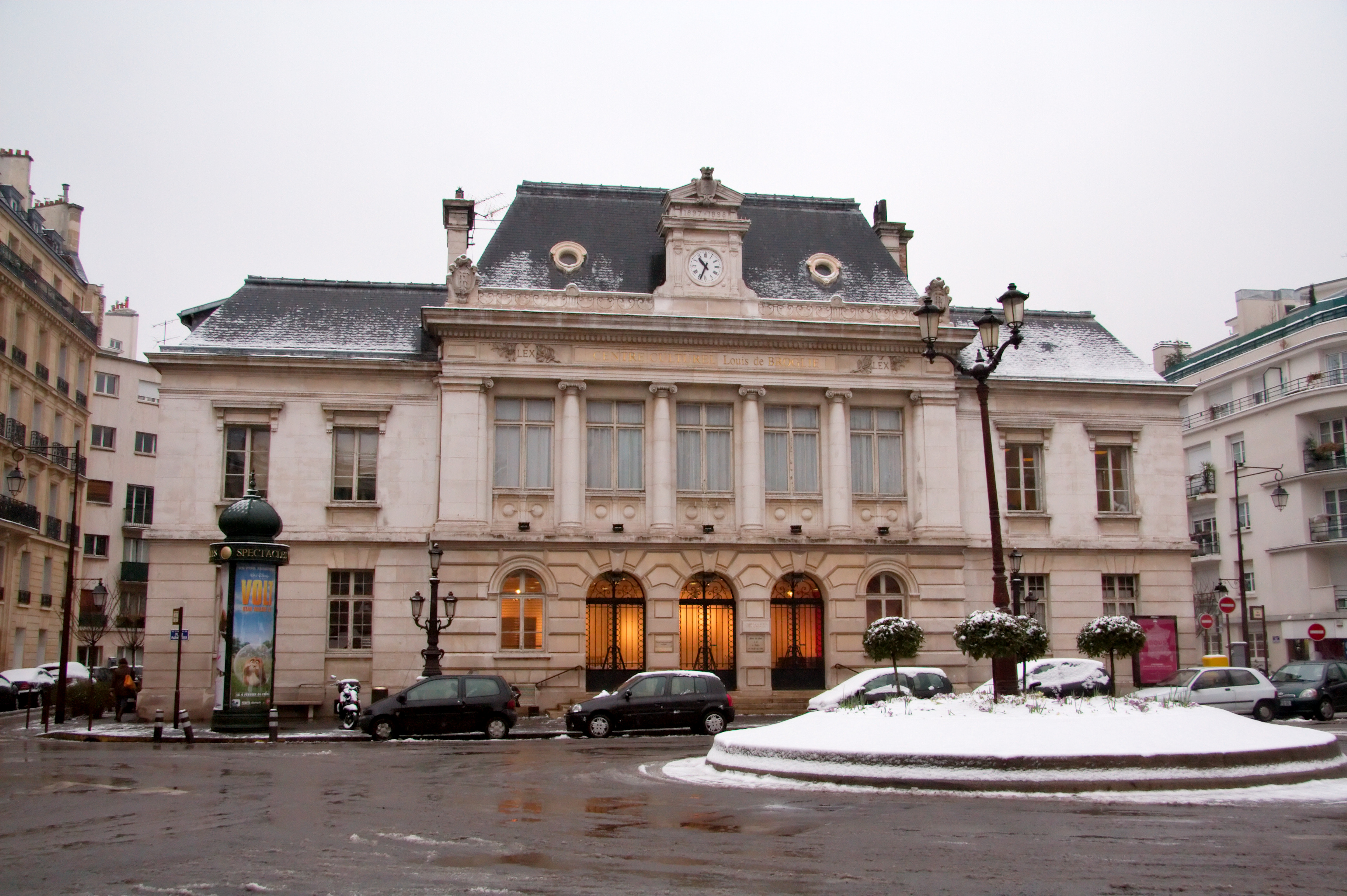
O centro cultural Louis-de-Broglie.

Foi em 1786 em Neuilly, sob Luís XVI, que o boticário Antoine Parmentier experimentou as primeiras colheitas da batata na planície de Les Sablons.

### Bairro do Parque
O Château de Neuilly foi construído a partir de 1751 e posteriormente modificado por Joachim Murat que o comprou em 1802.

### Século XX
Em 2 de maio de 1897, o nome da comuna tornou-se oficialmente Neuilly-sur-Seine (que significa "Neuilly sobre o Sena"), a fim de distingui-la das muitas comunas da França também chamadas Neuilly. A maioria das pessoas, no entanto, continua a se referir a Neuilly-sur-Seine como simplesmente "Neuilly". Durante os Jogos Olímpicos de Verão de 1900, sediou os eventos de pelota basca.
O Hospital Americano de Paris foi fundado em 1906.
Em 1919, o Tratado de Neuilly foi assinado com a Bulgária em Neuilly-sur-Seine para concluir seu papel na Primeira Guerra Mundial.
Em 1929, o Bois de Boulogne, que anteriormente era dividido entre as comunas de Neuilly-sur-Seine e Boulogne-Billancourt, foi anexado em sua totalidade pela cidade de Paris.

## Geminação
Em 1 de janeiro de 2013, Neuilly-sur-Seine foi geminada com:
- Windsor (Inglaterra), em 1955[11]
- Uccle (Bélgica), em 1981.

## Personalidades ligadas à comuna
Foi nesta cidade que o diretor de filmes francês François Truffaut faleceu, em 1984, e onde nasceu Athina Onassis.
Também foi nesta cidade que morreram Wassily Kandinsky, pintor do gênero abstrato, Bette Davis, atriz norte-americana, Eça de Queirós, escritor português, Eduardo VIII, rei do Reino Unido, e Eddy Marnay, célebre compositor francês.
Johnny Depp, sua ex-mulher Vanessa Paradis e seus dois filhos moraram em Neuilly-sur-Seine. É também a cidade de nascimento de Gastão de Orléans, Conde d'Eu, Príncipe imperial consorte do Brasil e Roger Martin du Gard (1881-1958), prémio Nobel da Literatura de 1937.